# ۵۹۳ (میلادی)
۵۹۳ (میلادی) پانصد و نود و سومین سال تقویم میلادی است.

## درگذشتگان
- سیولین، شاه وسکس

‎